# 1925 Franklin-Adams
1925 Franklin-Adams eller 1934 RY är en asteroid i huvudbältet som upptäcktes den 9 september 1934 av den holländske astronomen Hendrik van Gent i Johannesburg. Den har fått sitt namn efter den brittiske amatörastronomen John Franklin-Adams.
Asteroiden har en diameter på ungefär 8 kilometer.